# Prîlisne, Manevîci
Prîlisne (în ucraineană Прилісне) este o comună în raionul Manevîci, regiunea Volînia, Ucraina, formată numai din satul de reședință.

## Demografie
Componența lingvistică a satului Prîlisne
     Ucraineană (99,3%)
     Alte limbi (0,69%)
Conform recensământului din 2001, majoritatea populației satului Prîlisne era vorbitoare de ucraineană (99,3%), existând în minoritate și vorbitori de alte limbi.